# شريان شرسوفي علوي
الشريان الشرسوفي العلوي هو شريان ينشأ من الشريان الصدري الغائر.